# Chrysobothris leonhardi
Chrysobothris leonhardi es una especie de escarabajo del género Chrysobothris, familia Buprestidae. Fue descrita científicamente por Obenberger en 1916.